# Cribroturretoides
Cribroturretoides es un género de foraminífero bentónico de la subfamilia Globotextulariinae, de la familia Globotextulariidae, de la superfamilia Ataxophragmioidea, del suborden Ataxophragmiina y del orden Loftusiida. Su especie tipo es Cribroturretoides miocenica. Su rango cronoestratigráfico abarca el Mioceno medio.

## Discusión
Clasificaciones previas incluían Cribroturretoides en el suborden Textulariina del orden Textulariida o en el orden Lituolida.

## Clasificación
Cribroturretoides incluye a la siguiente especie:
- Cribroturretoides miocenica